# Araneus catospilotus
Araneus catospilotus este o specie de păianjeni din genul Araneus, familia Araneidae, descrisă de Simon, 1907. Conform Catalogue of Life specia Araneus catospilotus nu are subspecii cunoscute.